# Tandpinetræ
Tandpinetræ (Zanthoxylum americanum) (af græsk: xanthos = "gul" + xylon = "træ") er en løvfældende plante, som enten bliver en stor busk eller et lille træ. Alle dele af planten er duftende: blade, bark og det gullige ved. Af barken udtrækkes der en duftende olie. Det danske navn skyldes, at den oprindelige befolkning i Nordamerika tyggede bark og frugter mod tandpine.

## Kendetegn
Tandpinetræ er en løvfældende busk eller et lille træ med en opret til opstigende vækst. Barken er først lysebrun med rødlige, parvist siddende torne. Senere bliver den mørkt gråbrun med kraftige, grå torne. Gamle grene og stammer får en grå og fint furet bark. Knækkede grene afgiver en stærk duft af citronskal. Knopperne sidder spredtstillet, og de er røde og uldhårede. Bladene er uligefinnede med 5-11 småblade, som er blanke og mørkegrønne med lyse kirtler på oversiden, men lysegrønne og dunhårede på undersiden. Blomstringen foregår i maj, dvs. før løvspringet. Blomsterne sidder samlet i små, tvebo stande ved bladhjørnerne. De enkelte blomster er grøngule, små og 4- eller 5-tallige. Frugterne er først røde og ved modning sorte bælgkapsler.
Rodsystemet består af kraftige hovedrødder og grove siderødder. Planten indeholder flere alkaloider (bl.a. chelerythrin, nitidin og temberatin) samt herclavin, asarinin, neoherculin, garvestoffer, harpiks og en skarp, æterisk olie.
Planten kan i hjemlandet nå en højde på næsten 10 m. Bredden i kronen er dog ofte kun 5-6 m.

## Hjemsted
Tandpinetræ hører hjemme i den nordøstlige, østlige og midtvestlige del af USA, og den findes også i de canadiske delstater Ontario og Quebec. Overalt foretrækker den lysåbne til let skyggede voksesteder med kalkrig, men næringsfattig og veldrænet jordbund.
Arten findes i gamle blandingsskove på kalkbund i New Jersey. Her vokser den sammen med bl.a. disse træarter: Tulipantræ, amerikansk kristtorn, appalachisk eg, begfyr, blomsterkornel, blyantene, glansbladet hæg, poppelbirk, rødask og sort valnød og desuden med bl.a. amerikansk blærenød, amerikansk celaster, feberbusk, Gaylussacia baccata (en art af bukkelbær), næbhassel, Rhododendron nudiflorum (en art af rododendron), rundbladet kornel, sommervin, Vaccinium vacillans (en art af blåbær), Viburnum acerifolium og Viburnum prunifolium (arter af kvalkved) samt virginsk troldnød

## Galleri
|  |  |  |  |

## Note
1. ↑  Diana L. Immel: Plant Guide - Common Pricklyash, Zanthoxylum americanum - grundig beskrivelse af arten (engelsk)
2. ↑  P.R. Bradley: British Herbal Compendium, 2010, ISBN 9780903032148
3. ↑  Conserve Wildlife Foundation of New Jersey: Trees and Forests Arkiveret 15. april 2012 hos  Wayback Machine – let tilgængelig, turistpræget oversigt over træarterne (engelsk)
4. ↑  Donald W. Davidson: Geological substratum, shrub vegetation and floristic diversity of mature upland forest sites in northern New Jersey – kort, men grundig oversigt over sammenhængen mellem undergrund og vegetation (engelsk)